# TRAMnochador
El TRAM Metropolità d'Alacant habilita un servei nocturn que funciona els caps de setmana d'estiu (divendres i dissabtes del juliol i l'agost) denominat TRAMnochador. El seu objectiu és facilitar el desplaçament dels alacantins i turistes en les nits festives proporcionant major comoditat i seguretat per desplaçar-se.
Aquest servei nocturn es realitza en les línies 1, 2, 3 i 4, les quals connecten el centre de la capital alacantina amb la platja de Sant Joan, Sant Vicent del Raspeig, el Campello, la Vila Joiosa i Benidorm. Dona cobertura d'aquesta manera als principals centres de diversió nocturna i zones d'oci d'Alacant i nord de la Costa Blanca.
El TRAMnochador té el mateix preu per bitllet que amb el servei diürn habitual, però les línies tenen menys freqüències de pas que el servei regular.

## Història
- A l'estiu de 1988 es van posar en marxa per primera vegada els serveis nocturns en període estival, anteriorment coneguts com a Trennochador, el qual realitzava tot el trajecte des d'Alacant fins a Dénia. Oferia servei els dijous, divendres i dissabtes des de la segona quinzena de juny fins a la primera quinzena de setembre.[2]
- En 2010 va deixar de prestar servei la primera quinzena de setembre i va finalitzar els primers dies d'aquest mes.[3]
- El 2011 va ser el primer any en què es van obrir les estacions subterrànies d'Estels, Mercat i MARQ al servei nocturn. Fins aleshores, els serveis nocturns tenien com a final de trajecte a Alacant l'estació de Porta del Mar (en superfície, front la platja del Postiguet).[4]
- En 2012 van tindre lloc els "Concerts del TRAMnochador". Van ser actuacions de grups alacantins els dijous a la nit en l'estació de Mercat gratuïts, als quals portava el TRAMnochador.[5]
- En 2013 va deixar de prestar servei les nits dels dijous, quedant només els divendres i dissabtes.[6]
- En 2014 se suma al TRAMnochador, en horari nocturn, la línia 2 que connecta amb Sant Vicent del Raspeig.[1]
- En 2015 no va haver-hi servei nocturn TRAMnochador a l'estiu a causa de les vagues que van dur a terme els maquinistes.[7] No obstant això, el nou govern autonòmic va posar en marxa un nou servei nocturn, des del 14 d'agost al 5 de setembre, en la línia 9 (sense solucionar el problema en les altres línies) i va oferir, els divendres i dissabtes, 5 serveis entre Benidorm-Altea (fins a la parada de Garganes) i un entre Benidorm-Dénia.[8]
- En 2016 va tornar a funcionar el TRAMnochador els divendres i dissabtes de l'1 de juliol al 27 d'agost, encara que amb serveis mínims del 50 % a causa de la vaga convocada pels sindicats per a serveis especials.[9] La línia 9 va tindre servei nocturn els divendres i dissabtes del 12 d'agost al 3 de setembre també amb serveis mínims del 50 %, encara que era un servei combinat de tren Benidorm-Calp i autobús Calp-Dénia a causa del tall del servei per obres de rehabilitació del tram Calp-Dénia.[10]
- En 2017, va estar operatiu els divendres i dissabtes del 30 de juny al 26 d'agost en totes les línies. La línia 9 va tindre servei nocturn els divendres i dissabtes, encara que era un servei combinat de tren Benidorm-Calp i autobús Calp-Dénia a causa del tall del servei per obres de rehabilitació del tram Calp-Dénia.[11]
- En 2018, el TRAMnochador va complir 30 anys en funcionament i ho va fer donant servei els divendres i dissabtes del 6 de juliol a l'1 de setembre en totes les línies.[12] La línia 9 va tindre servei nocturn els divendres i dissabtes, encara que era un servei combinat de tren Benidorm-Calp i autobús Calp-Dénia a causa del tall del servei per obres de rehabilitació del tram Calp-Dénia.[13]
- En 2019, va funcionar els divendres i dissabtes del 5 de juliol al 31 d'agost i, a més, el dimecres 14 d'agost, que és la vespra de la festivitat de l'Assumpció de la Mare de Déu.[14]

## Línies en servei
| Línia                     | Terminals                        | Longitud   | Estacions          | Freqüència     |
| ------------------------- | -------------------------------- | ---------- | ------------------ | -------------- |
|                           | Estels ↔ Benidorm                | 43,210 km  | 20 (8 compartides) | 2 trens/sentit |
|                           | Estels ↔ Sant Vicent del Raspeig | 8,929 km   | 14 (3 compartides) | 30 min         |
|                           | Estels ↔ El Campello             | 14,095 km  | 17 (8 compartides) | 15 - 30 min    |
|                           | Estels ↔ Plaça de La Corunya     | 10,039 km  | 18 (7 compartides) | 30 - 60 min    |
|                           | Benidorm ↔ Dénia                 | 50,831 km  | 18 (1 compartida)  | 60 - 120 min   |
| TOTAL operatiu (5 línies) | TOTAL operatiu (5 línies)        | 127,175 km | 71                 | —              |

## Usuaris
| Evolució del trànsit per any | Evolució del trànsit per any | Evolució del trànsit per any | Evolució del trànsit per any | Evolució del trànsit per any | Evolució del trànsit per any | Evolució del trànsit per any | Evolució del trànsit per any | Evolució del trànsit per any | Evolució del trànsit per any |
| 2001                         | 2002                         | 2003                         | 2004                         | 2005                         | 2006                         | 2007                         | 2008                         | 2009                         | 2010                         |
| ---------------------------- | ---------------------------- | ---------------------------- | ---------------------------- | ---------------------------- | ---------------------------- | ---------------------------- | ---------------------------- | ---------------------------- | ---------------------------- |
|                              |                              |                              |                              |                              |                              | 43.000                       | 42.903                       | 58.365                       | 60.955                       |
| 2011                         | 2012                         | 2013                         | 2014                         | 2015                         | 2016                         | 2017                         | 2018                         | 2019                         | 2020                         |
| 73.962                       | 74.797                       | 54.238                       | 76.061                       | Sense dades de L9            | Sense dades                  | 77.387                       | 82.941                       | 83.113                       |                              |